# USCX Cyclocross Series 2023-2024
De USCX Cyclocross Series 2023-2024 is het derde seizoen van het regelmatigheidscriterium in het veldrijden. De USCX Cyclocross Series bestaat uit 8 crossen op 4 locaties in de Verenigde Staten.

## Podia
| Seizoen          | Winnaar           | Tweede            | Derde               |
| ---------------- | ----------------- | ----------------- | ------------------- |
| Mannen elite     | Curtis White      | Vincent Baestaens | Michael Van Den Ham |
| Vrouwen elite    | Maghalie Rochette | Caroline Mani     | Sidney McGill       |
| Mannen junioren  | Henry Coote       | David Thompson    | Miles Mattern       |
| Vrouwen junioren | Rafaelle Carrier  | Haylee Johnson    | Alyssa White        |

## Mannen elite

### Kalender en podia
| Datum      | Locatie                                 | Cat. | Winnaar           | Tweede            | Derde               | Leider in het klassement |
| ---------- | --------------------------------------- | ---- | ----------------- | ----------------- | ------------------- | ------------------------ |
| 16/09/2023 | Virginia's Blue Ridge Go Cross, Roanoke | C1   | Loris Rouiller    | Anton Ferdinande  | Andrew Strohmeyer   | Loris Rouiller           |
| 17/09/2023 | Virginia's Blue Ridge Go Cross, Roanoke | C2   | Loris Rouiller    | Vincent Baestaens | Anton Ferdinande    | Loris Rouiller           |
| 23/09/2023 | Rochester Cyclocross, Rochester         | C1   | Vincent Baestaens | Andrew Strohmeyer | Loris Rouiller      | Loris Rouiller           |
| 24/09/2023 | Rochester Cyclocross, Rochester         | C2   | Vincent Baestaens | Anton Ferdinande  | Loris Rouiller      | Loris Rouiller           |
| 30/09/2023 | Charm City Cross, Baltimore             | C1   | Anton Ferdinande  | Andrew Strohmeyer | Curtis White        | Loris Rouiller           |
| 1/10/2023  | Charm City Cross, Baltimore             | C2   | Andrew Strohmeyer | Vincent Baestaens | Curtis White        | Vincent Baestaens        |
| 28/10/2023 | Really Rad Festival, Falmouth           | C1   | Curtis White      | Jules Van Kempen  | Michael Van Den Ham | Curtis White             |
| 29/10/2023 | Really Rad Festival, Falmouth           | C2   | Curtis White      | Luke Valenti      | Dylan Zakrajsek     | Curtis White             |

### Eindstand
| Legenda | Legenda | Legenda | Legenda  | Legenda           | Legenda         | Legenda              |
| ------- | ------- | ------- | -------- | ----------------- | --------------- | -------------------- |
| 1e plek | 2e plek | 3e plek | 4 t/m 25 | gediskwalificeerd | niet uitgereden | – (niet deelgenomen) |

| Pos. | Renner              | Team | ROA1 | ROA2 | ROC1 | ROC2 | BAM1 | BAM2 | FAL1 | FAL2 | Punten |
| ---- | ------------------- | ---- | ---- | ---- | ---- | ---- | ---- | ---- | ---- | ---- | ------ |
| 1    | Curtis White        |      | 4    | 4    | 4    | 7    | 3    | 3    | 1    | 1    | 268    |
| 2    | Vincent Baestaens   |      | 5    | 2    | 1    | 1    | 5    | 2    | -    | -    | 218    |
| 3    | Michael van den Ham |      | 9    | 8    | 5    | 6    | 13   | 7    | 3    | 5    | 198    |
| 4    | Jules Van Kempen    |      | 7    | 10   | 6    | 11   | 8    | 14   | 2    | 7    | 192    |
| 5    | Loris Rouiller      |      | 1    | 1    | 3    | 3    | 4    | -    | -    | -    | 190    |
| 6    | Caleb Swartz        |      | 6    | 7    | 13   | 10   | 7    | 6    | 7    | 6    | 186    |
| 7    | Andrew Strohmeyer   |      | 3    | DNF  | 2    | 5    | 2    | 1    | -    | -    | 186    |
| 8    | Anton Ferdinande    |      | 2    | 3    | DSQ  | 2    | 1    | 4    | -    | -    | 176    |
| 9    | Dylan Zakrajsek     |      | 14   | 13   | 14   | 12   | 11   | 10   | 9    | 3    | 162    |
| 10   | Luke Valenti        |      | -    | -    | 11   | 14   | 10   | 8    | 4    | 2    | 145    |

## Vrouwen elite

### Kalender en podia
| Datum      | Locatie                                 | Cat. | Winnaar           | Tweede            | Derde         | Leider in het klassement |
| ---------- | --------------------------------------- | ---- | ----------------- | ----------------- | ------------- | ------------------------ |
| 16/09/2023 | Virginia's Blue Ridge Go Cross, Roanoke | C1   | Maghalie Rochette | Caroline Mani     | Raylyn Nuss   | Maghalie Rochette        |
| 17/09/2023 | Virginia's Blue Ridge Go Cross, Roanoke | C2   | Maghalie Rochette | Caroline Mani     | Raylyn Nuss   | Maghalie Rochette        |
| 23/09/2023 | Rochester Cyclocross, Rochester         | C1   | Maghalie Rochette | Caroline Mani     | Sidney Mcgill | Maghalie Rochette        |
| 24/09/2023 | Rochester Cyclocross, Rochester         | C2   | Maghalie Rochette | Isabella Holmgren | Sidney Mcgill | Maghalie Rochette        |
| 30/09/2023 | Charm City Cross, Baltimore             | C1   | Maghalie Rochette | Caroline Mani     | Sidney Mcgill | Maghalie Rochette        |
| 1/10/2023  | Charm City Cross, Baltimore             | C2   | Maghalie Rochette | Sidney Mcgill     | Caroline Mani | Maghalie Rochette        |
| 28/10/2023 | Really Rad Festival, Falmouth           | C1   | Maghalie Rochette | Caroline Mani     | Sidney Mcgill | Maghalie Rochette        |
| 29/10/2023 | Really Rad Festival, Falmouth           | C2   | Maghalie Rochette | Sidney Mcgill     | Katie Clouse  | Maghalie Rochette        |

### Eindstand
| Pos. | Renner            | Team | ROA1 | ROA2 | ROC1 | ROC2 | BAM1 | BAM2 | FAL1 | FAL2 | Punten |
| ---- | ----------------- | ---- | ---- | ---- | ---- | ---- | ---- | ---- | ---- | ---- | ------ |
| 1    | Maghalie Rochette |      | 1    | 1    | 1    | 1    | 1    | 1    | 1    | 1    | 360    |
| 2    | Caroline Mani     |      | 2    | 2    | 2    | 6    | 2    | 3    | 2    | 6    | 270    |
| 3    | Sidney McGill     |      | 4    | 4    | 3    | 3    | 3    | 2    | 3    | 2    | 264    |
| 4    | Lauren Zoerner    |      | 6    | 5    | 7    | 4    | 7    | 4    | 5    | 5    | 210    |
| 5    | Raylyn Nuss       |      | 3    | 3    | 5    | 7    | 4    | 5    | DNF  | 7    | 196    |
| 6    | Kaya Musgrave     |      | 14   | 8    | 6    | 5    | 5    | 7    | 7    | 26   | 174    |
| 7    | Ella Brenneman    |      | 9    | 14   | 8    | 9    | 9    | 8    | 10   | 10   | 167    |
| 8    | Emily Shields     |      | 7    | 6    | 9    | 8    | 6    | 6    | -    | -    | 144    |
| 9    | Clementine Nixon  |      | 13   | 11   | 13   | 11   | 13   | DNS  | 14   | 11   | 132    |
| 10   | Jennifer Malik    |      | 11   | 12   | -    | -    | 11   | 11   | 13   | 12   | 113    |

## Jongens junioren

### Kalender en podia
| Datum      | Locatie   | Cat. | Winnaar        | Tweede        | Derde                      | Leider in het klassement |
| ---------- | --------- | ---- | -------------- | ------------- | -------------------------- | ------------------------ |
| 16/09/2023 | Roanoke   | CJ   | David Thompson | Henry Coote   | Miles Mattern              | David Thompson           |
| 17/09/2023 | Roanoke   | CJ   | David Thompson | Miles Mattern | Henry Coote                | David Thompson           |
| 23/09/2023 | Rochester | CJ   | David Thompson | Miles Mattern | Henry Coote                | David Thompson           |
| 24/09/2023 | Rochester | CJ   | David Thompson | Miles Mattern | Henry Coote                | David Thompson           |
| 30/09/2023 | Baltimore | CJ   | Miles Mattern  | Henry Coote   | Luke Walter                | Miles Mattern            |
| 1/10/2023  | Baltimore | CJ   | Henry Coote    | Miles Mattern | Alexander Scopinich-Burgel | Miles Mattern            |
| 28/10/2023 | Falmouth  | CJ   | David Thompson | Henry Coote   | Tofik Beshir               | Henry Coote              |
| 29/10/2023 | Falmouth  | CJ   | David Thompson | Henry Coote   | Alexander Scopinich-Burgel | Henry Coote              |

### Eindstand
| Pos. | Renner                     | Team | ROA1 | ROA2 | ROC1 | ROC2 | BAM1 | BAM2 | FAL1 | FAL2 | Punten |
| ---- | -------------------------- | ---- | ---- | ---- | ---- | ---- | ---- | ---- | ---- | ---- | ------ |
| 1    | Henry Coote                |      | 2    | 3    | 3    | 3    | 2    | 1    | 2    | 2    | 332    |
| 2    | David Thompson             |      | 1    | 1    | 1    | 1    | -    | -    | 1    | 1    | 300    |
| 3    | Miles Mattern              |      | 3    | 2    | 2    | 2    | 1    | 2    | -    | -    | 256    |
| 4    | Tofik Beshir               |      | 9    | 4    | 17   | 10   | 9    | 8    | 3    | 4    | 223    |
| 5    | Alexander Scopinich-Burgel |      | -    | -    | 8    | 16   | 4    | 3    | 9    | 3    | 179    |
| 6    | Jack Bernhard              |      | 13   | 25   | 13   | 13   | 10   | 15   | 6    | 5    | 177    |
| 7    | Felix Antoine Leclair      |      | -    | -    | 9    | 7    | 7    | 4    | 5    | 15   | 166    |
| 8    | Otis Engel                 |      | 4    | 5    | 5    | 9    | 13   | 14   | -    | -    | 164    |
| 9    | David Lapierre             |      | 7    | 9    | 19   | 18   | 14   | 18   | 8    | 18   | 162    |
| 10   | Filipe Duarte              |      | -    | -    | 11   | 14   | 11   | 10   | 4    | 10   | 148    |

## Meisjes junioren

### Kalender en podia
| Datum      | Locatie   | Cat. | Winnaar          | Tweede           | Derde            | Leider in het klassement |
| ---------- | --------- | ---- | ---------------- | ---------------- | ---------------- | ------------------------ |
| 16/09/2023 | Roanoke   | CJ   | Alyssa White     | Alyssa Sarkisov  | Lyllie Sonnemann | Alyssa White             |
| 17/09/2023 | Roanoke   | CJ   | Lidia Cusack     | Alyssa White     | Alyssa Sarkisov  | Alyssa White             |
| 23/09/2023 | Rochester | CJ   | Lidia Cusack     | Rafaelle Carrier | Maude Ruelland   | Lidia Cusack             |
| 24/09/2023 | Rochester | CJ   | Rafaelle Carrier | Alyssa White     | Lidia Cusack     | Lidia Cusack             |
| 30/09/2023 | Baltimore | CJ   | Rafaelle Carrier | Alyssa Sarkisov  | Alyssa White     | Alyssa White             |
| 1/10/2023  | Baltimore | CJ   | Rafaelle Carrier | Lily Rose Marois | Alyssa Sarkisov  | Alyssa White             |
| 28/10/2023 | Falmouth  | CJ   | Rafaelle Carrier | Lily Rose Marois | Haylee Johnson   | Rafaelle Carrier         |
| 29/10/2023 | Falmouth  | CJ   | Rafaelle Carrier | Lidia Cusack     | Lily Rose Marois | Rafaelle Carrier         |

### Eindstand
| Pos. | Renner           | Team | ROA1 | ROA2 | ROC1 | ROC2 | BAM1 | BAM2 | FAL1 | FAL2 | Punten |
| ---- | ---------------- | ---- | ---- | ---- | ---- | ---- | ---- | ---- | ---- | ---- | ------ |
| 1    | Rafaelle Carrier |      | -    | -    | 2    | 1    | 1    | 1    | 1    | 1    | 292    |
| 2    | Haylee Johnson   |      | 6    | 4    | 13   | 9    | 6    | 5    | 3    | 6    | 240    |
| 3    | Alyssa White     |      | 1    | 2    | 9    | 2    | 3    | 4    | -    | -    | 231    |
| 4    | Alyssa Sarkisov  |      | 2    | 3    | 4    | 7    | 2    | 3    | -    | -    | 222    |
| 5    | Lily Rose Marois |      | -    | -    | 5    | 5    | 4    | 2    | 2    | 3    | 220    |
| 6    | Lidia Cusack     |      | 5    | 1    | 1    | 3    | DNS  | DNS  | -    | 2    | 214    |
| 7    | Finley Aspholm   |      | 7    | 7    | 8    | 14   | 7    | DNF  | 4    | 4    | 200    |
| 8    | Lyllie Sonnemann |      | 3    | 5    | 7    | 4    | 5    | 6    | -    | -    | 194    |
| 9    | Bridget Wilson   |      | 8    | 9    | 19   | 16   | 10   | DNF  | 6    | 7    | 168    |
| 10   | Madeline Fisher  |      | 4    | 6    | 10   | 13   | 8    | 8    | -    | -    | 161    |

## Puntenverdeling per wedstrijd
De rijders verdienen punten aan de hand van de volgende tabellen. Bij de elite levert een zaterdagcross van Categorie 1 meer punten op dan de zondagcross van Categorie 2. De puntentelling bij de junioren is gelijk bij elke wedstrijd. Bij de eerste editie week de telling iets af en konden de rijders minder punten verdienen.
| Positie | 1  | 2  | 3  | 4  | 5  | 6  | 7  | 8  | 9  | 10 | 11 | 12 | 13 | 14  | 15  | 16  | 17  |
| Punten  | 50 | 42 | 38 | 34 | 32 | 30 | 28 | 26 | 25 | 24 | 23 | 22 | 21 | 20  | 19  | 18  | 17  |
|         |    |    |    |    |    |    |    |    |    |    |    |    |    |     |     |     |     |
| Positie | 18 | 19 | 20 | 21 | 22 | 23 | 24 | 25 | 26 | 27 | 28 | 29 | 30 | 31+ | DNF | DNS | DSQ |
| Punten  | 16 | 15 | 14 | 13 | 12 | 11 | 10 | 9  | 8  | 7  | 6  | 5  | 4  | 3   | 2   | 1   | 0   |

| Positie | 1  | 2  | 3  | 4  | 5  | 6  | 7  | 8  | 9  | 10 | 11  | 12  | 13  |  |
| Punten  | 40 | 32 | 28 | 24 | 22 | 21 | 20 | 19 | 18 | 17 | 16  | 15  | 14  |  |
|         |    |    |    |    |    |    |    |    |    |    |     |     |     |  |
| Positie | 14 | 15 | 16 | 17 | 18 | 19 | 20 | 21 | 22 | 23 | 24+ | DNF | DNS |  |
| Punten  | 13 | 12 | 11 | 10 | 9  | 8  | 7  | 6  | 5  | 4  | 3   | 2   | 1   |  |

Kampioenschappen:  Wereldkampioenschappen ·
 Europese kampioenschappen ·
 Belgische kampioenschappen ·
 Nederlandse kampioenschappen
Klassementen:  Wereldbeker ·
 Superprestige ·
 X²O Badkamers Trofee ·
 TOI TOI Cup ·
 USCX Series ·
 Coupe de France ·
 National Trophy Series ·
 Copa de España ·
 Swiss Cyclocross Cup ·
 Hope Supercross Series
Overig:  Exact Cross ·  Losse crossen België
2021-2022 · 2022-2023 · 2023-2024 · 2024-2025